# Lista över stadsdelar i Karlstad
Karlstad delas in i 66 stadsdelar. Den nuvarande stadsdelsindelningen beslutades av stadsbyggnadsnämnden i november 2020 och ersatte en äldre indelning med 39 namngivna stadsdelar. Det område som omfattas av stadsdelsindelningen sammanfaller inte helt med Karlstads tätort, utan omfattar också tätorterna Skåre och Alster. Stadsdelarna har ingen juridisk eller administrativ funktion.

## Lista över stadsdelar
- Alster
- Alsternäset
- Bellevue
- Bergholmen
- Bergvik
- Björkås
- Bråtebäcken
- Dingelsundet
- Edsgatan
- Eriksberg
- Fallängen
- Färjestad
- Gruvlyckan
- Gräsdalen
- Gustavsberg
- Haga
- Hagalund
- Heden
- Henstad
- Herrhagen
- Hultsberg
- Ilanda
- Jakobsberg
- Järpetan
- Kalvholmen
- Kanikenäset
- Katrineberg
- Klara
- Knappstad
- Kronoparken
- Kvarnberget
- Lamberget
- Lorensberg
- Marieberg
- Norra Kroppkärr
- Norrstrand
- Orrholmen
- Romstad
- Rud
- Råtorp
- Sandbäcken
- Sanna
- Sjöstad
- Skutberget
- Skåre
- Sommarro
- Steffensminne
- Stockfallet
- Stodene
- Strand
- Sundsta
- Södra Kroppkärr
- Tingvallastaden
- Tormestad
- Trangärd
- Trangärdstorp
- Tullholmen
- Tyggårdsviken
- Viken
- Våxnäs
- Välsviken
- Vänsberg
- Yttre hamn
- Zakrisdal
- Älvåker
- Örsholmen